# Dombia
Dombia è un comune rurale del Mali facente parte del circondario di Kéniéba, nella regione di Kayes.
Il comune è composto da 5 nuclei abitati:
- Bouréa
- Dombia
- Foutouba
- Kouka
- Takoutala